# Складене число

Натуральні числа від нуля до ста. Складені числа позначені зеленим кольором.

Скла́дене число́ — натуральне число, яке більше ніж 1 і не є простим. Кожне складене число є добутком двох натуральних чисел, більших ніж 1. Кожне складене число має більше ніж два дільники.
Послідовність складених чисел починається так:
4, 6, 8, 9, 10, 12, 14, 15, 16, 18, 20, 21, 22, 24, 25, 26, 27, 28, 30, 32, 33, 34, 35, 36, 38, 39, 40, 42, 44, 45, 46, 48, 49, 50, 51, 52, 54, 55, 56, 57, 58, 60, 62, 63, 64, 65, 66, 68, 69, 70, 72, 74, 75, 76, 77, 78, 80, 81, 82, 84, 85, 86, 87, 88, 90, 91, 92, 93, 94, 95, 96, 98, 99, 100, 102, 104, 105, 106, 108, 110, 111, 112, 114, 115, 116, 117, 118, 119, 120, 121, 122, 123, 124, 125, 126, 128, 129, 130, 132, 133, 134, 135, 136, 138, 140, 141, 142, 143, 144
Будь-яке складене число може бути єдиним чином розкладене в добуток простих множників.
Якщо складене число є добутком двох не обов'язково різних простих чисел, то таке число називається напівпростим. Якщо складене число є добутком трьох різних простих чисел то таке число називається сфенічним.